# Speed of the Wind
Speed of the Wind (с англ. — «Скорость ветра») — британский рекордный автомобиль 1930-х годов. Автомобиль был разработан Джорджем Эйстоном и Эрнестом Элдриджем, а затем построен отцом Тома Делани. Он был оснащен версией авиационного двигателя Rolls-Royce Kestrel V-12 без наддува. Автомобиль был слишком большим и тяжёлым для кольцевых гонок, а по стандартам абсолютных рекордов скорости у него было недостаточно мощности. Автомобиль был разработан для гонок на выносливость. Двигатель был приобретен подержанным у компании Rolls-Royce Limited, где он ранее приводил в действие вентилятор в испытательной камере. Предназначенный для длительного использования, он был построен без обычного для этого двигателя нагнетателя.

## Рекорды
«Speed of the Wind» была создана побития рекордов скорости на длинных дистанциях, которые принадлежали Эбу Дженкинсу и были установлены на солончаках Бонневилля в штате Юте. Дженкинс любил соревнования и способствовал тому, чтобы британские команды приехали в Бонневилль.

### 1935
В сентябре 1935 года, вскоре после преодоления Малкольмом Кэмпбеллом барьера 300 миль/ч на автомобиле Campbell-Railton Blue Bird, Эйстон побил рекорд Дженкинса в 24-часовой гонке и поднял его до 140,52 миль/ч (226,15 км/ч).

### 1936
В сезоне 1936 года Дженкинс создал автомобиль «Mormon Meteor», установив Curtiss V-1570 V12 в свое предыдущее шасси Duesenberg. Эйстон вернулся с Элдриджем в качестве менеджера команды и его коллегой из Бруклендса, Джоном Коббом из компании Нейпир-Рейлтон в качестве второго участника.
Эйстон установил первые рекорды, в среднем 149,096 миль/ч (239,947 км/ч) за 24 часа и 136,34 миль/ч (219,42 км/ч) за 48 часов. «Mormon Meteor» сделал свою первую попытку, превысив среднюю скорость в 12-часовой гонке до 152,84 миль/ч (245,97 км/ч), но сошёл с дистанции из-за отказа карданного вала. Затем Джон Кобб установил рекорд в 24-часовой гонке 150,163 миль в час (241,664 км/ч), но не пытался установить рекорд в 48-часовой гонке. Во второй попытке «Метеора» его два штурмана достигли скорости 153,823 миль/ч (247,554 км/ч) в 24-часовой гонке и 148,641 миль/ч (239,215 км/ч) в 48-часовой.

## Разрушение
Автомобиль был разрушен в результате бомбёжки в годы Второй мировой войны.

## Модели
Компания «Meccano» производила модель автомобиля под названием «Dinky Toys» как до, так и после войны. «Tommy Doo Toys» и «Johillco» также выпускали модель этого автомобиля.